# Axel Møller (jurist)
Niels Frederik Axel Møller, född den 14 januari 1873 i Nysted, död den 6 november 1937, var en dansk jurist.
Møller blev juris kandidat 1899 och doktor 1914 (på avhandlingen Erstatningsansvaret ved Skibssammenstød. I. Erstatningsreglerne; II. International Privatret og Proces, 1915). Efter att ha praktiserat som domare blev han 1916 professor vid universitetet i Köpenhamn. Han var ledamot av Folketinget 1918–1920 och 1924–1929; han tillhörde högern och var partiets referent i viktiga saker.